# Blackbolbus quadricornis
Blackbolbus quadricornis är en skalbaggsart som beskrevs av Johann Christoph Friedrich Klug 1843. Blackbolbus quadricornis ingår i släktet Blackbolbus och familjen Bolboceratidae. Inga underarter finns listade.